# 新絲路文旅
新絲路文旅有限公司，簡稱新絲路文旅（英語：New Silkroad Culturaltainment Limited，港交所：0472），1975年成立，前身「鴻運電子有限公司」、「盈聯網絡有限公司」、「新華聯國際控股有限公司」、「實力中國有限公司」，在1988年1月29日在香港交易所主板上市，曾經營電子產品行業。
現時主要在中國內地經營、生產及銷售葡萄酒、青稞酒，以及白酒。主要品牌為「香格里拉」、「大藏秘」及「玉泉方瓶」，前身為「金六福投資有限公司」。
1996年，曾被已結業地產公司，以及已創辦人吳鶴群的柏聯地產，計劃換取上市，但在股東大會未獲通過而被迫擱置，最後被實力國際集團有限公司（實力建業集團有限公司前身）收購，2001年12月20日，由實力中國取代上市，但在2008年1月4日，已成為今天的金六福投資有限公司。
屬於華澤集團有限公司旗下公司，現時由主席蘇波管理。其主要銷售給中國內地。總部位於香港銅鑼灣告士打道255-257號信和廣場19樓1905B室，旗下企業包括：香格里拉酒业股份有限公司(所产品牌为：高原、老树系列葡萄酒，和大藏秘系列青稞干酒)、黑龙江省玉泉酒业有限责任公司(所产品牌为：浓酱兼香型玉泉酒)、滕州今缘春酒业有限公司(所产品牌为：浓香型今缘春酒、滕公酒)、吉林榆树钱酒业有限公司(所产品牌为：浓香型榆树钱酒)、湖北古隆中演义酒业有限公司(所产品牌为：兼香型襄江、演义、古隆中、隆中对系列)、湖南湘窖酒业有限公司(所产品牌为：浓香型开口笑和邵阳大曲、酱香型龙酱、浓酱兼香型要情和务实、浓香型和浓酱兼香型湘窖)、湖南雁峰酒业有限公司(所产品牌为：浓香型雁峰酒)、桂林湘山酒业有限公司(所产品牌为：米香型湘山酒)、江西李渡酒业有限公司(所产品牌为：兼香型李渡酒)。
2004年，新華聯集團創辦人傅軍收購本集團，原有電子及保健業務終止。把有銷售效益的生產及銷售葡萄酒、青稞酒、中國白酒業務注入本公司，包括香格里拉酒业股份有限公司、黑龙江省玉泉酒业有限责任公司、滕州今缘春酒业有限公司、吉林榆树钱酒业有限公司、江西李渡酒业有限公司、湖北古隆中演义酒业有限公司、湖南雁峰酒业有限公司、湖南湘窖酒业有限公司、桂林湘山酒业有限公司，故此在2008年1月4日，已更名為金六福投資有限公司至今。

## 連結
- newsilkroad472.com （页面存档备份，存于）

39°54′43″N 116°18′12″E / 39.911897°N 116.303297°E